# Xylastodorinae
De Xylastodorinae vormen een onderfamilie van wantsen uit de familie van de Thaumastocoridae. 

## Taxonomie
De onderfamilie bevat de volgende geslachten:

- Discocoris Kormilev, 1955
- Paleodoris Poinar & Santiago-Blay, 1997 (uitgestorven)
- Protodoris Nel, Waller & De Ploeg, 2004
- Proxylastodoris Heiss & Popov, 2002
- Thaumastotingis Heiss & Golub, 2015
- Xylastodoris Barber, 1920